# 스티브 마틴
스티븐 글렌 "스티브" 마틴(Stephen Glenn "Steve" Martin, 1945년 8월 14일 ~ )은 미국의 배우, 가수, 코미디언이다.

## 출연작
- 1979년	저크
- 1981년	하늘에서 떨어지는 행운
- 1982년	죽은자는 체크무늬를 입지 않는다
- 1983년	전자 두뇌 인간
- 1984년	외로운 사내
- 1984년	두 영혼의 남자
- 1986년	쓰리 아미고
- 1986년	흡혈식물 대소동
- 1987년	자동차 대소동
- 1987년	록산느
- 1988년	화려한 사기꾼
- 1989년	우리아빠 야호
- 1990년	FBI 증인
- 1991년	신부의 아버지
- 1991년	L.A.스토리
- 1991년	그랜드 캐년
- 1992년	결혼 만들기
- 1992년	기적 만들기
- 1994년	아빠는 총각
- 1995년	라이프세이버
- 1996년	신부의 아버지 2
- 1996년	말뚝상사 빌코
- 1997년	스페인 죄수
- 1998년 이집트 왕자
- 1999년	도시탈출
- 1999년	보우핑거
- 2000년	환타지아 2000
- 2001년	노보케인
- 2003년	루니툰: 백 인 액션
- 2004년	열두명의 웬수들
- 2004년	브링 다운 더 하우스
- 2006년	쇼핑걸
- 2006년	핑크 팬더
- 2006년	열두명의 웬수들 2
- 2008년	베이비 마마
- 2008년	트라이토르
- 2009년	핑크팬더 2
- 2015년 홈 (2015년 영화)

## 수상내역
- 2004년 미국 시네마테크 공로상
- 2000년 아메리칸 코메디 어워드 평생공로상
- 1988년 제40회 미국 작가 조합상 각색상
- 1987년 제22회 전미 비평가 협회상 남우주연상
- 1987년 제13회 LA 비평가 협회상 남우주연상
- 1984년 제19회 전미 비평가 협호상 남우주연상
- 1984년 제49회 뉴욕 비평가 협회상 남우주연상